# アミラル・ロナルク級駆逐艦
アミラル・ロナルク級駆逐艦（アミラル・ロナルクきゅうくちくかん、英語: Amiral Ronarc'h-class destroyer）は、フランス海軍が計画中の駆逐艦の艦級。計画名は、当初はFTI（Frégate de Taille Intermédiaire, 中型フリゲート）だったが、2019年にFDI（Frégate de Défense et d'Intervention, 防衛/介入フリゲート）に改められた。このように、公式の艦種呼称はフリゲートだが、ペナント・ナンバーでは駆逐艦を示す"D"の文字が付されている。

## 来歴
2013年版フランス国防白書は、フランス海軍に計15隻の「第1級フリゲート」を求めている。当時、その内訳はFREMM計画艦8隻、ホライズン計画艦2隻およびラファイエット級フリゲート5隻として解釈された。
しかし、ラファイエット級は主力戦闘艦として設計されておらず、近代化改修が計画されていたとはいっても、FREMMと同様の「第1級フリゲート」として扱うには能力が不十分であった。そのため、FREMMと同等程度の能力を有しつつ、ラファイエット級の代替艦として取得できる艦として計画されたのがFTI計画艦であった。
2015年5月に5隻の建造が発表され、2017年にナバル・グループに発注された。

## 設計
本級は、ラファイエット級の代艦として計画されていることもあり、フォルバン級（FDA型）やアキテーヌ級（FREDA型）よりも小さくまとめられている一方で、相応に烈度の高い水域での行動を想定して設計されている。なお外見上の特徴となるのが水線部が突出した艦首で、これは水線長を長くして造波抵抗を軽減するために採用したといわれている。
主センサーとなるのがタレス社製のシーファイア500多機能レーダーで、4面のアクティブ・フェーズドアレイ・アンテナが塔状構造物に固定配置される。この構造物の直下に戦闘指揮所（CIC）が設けられ、その前方に艦橋が配置される。
武器システムとしては、アスター30艦対空ミサイル（SAM）やエグゾセMM40艦対艦ミサイル（SSM）、324mm短魚雷発射管など、対空兵器・対艦兵器・対潜兵器を一通り備えている。

想像図
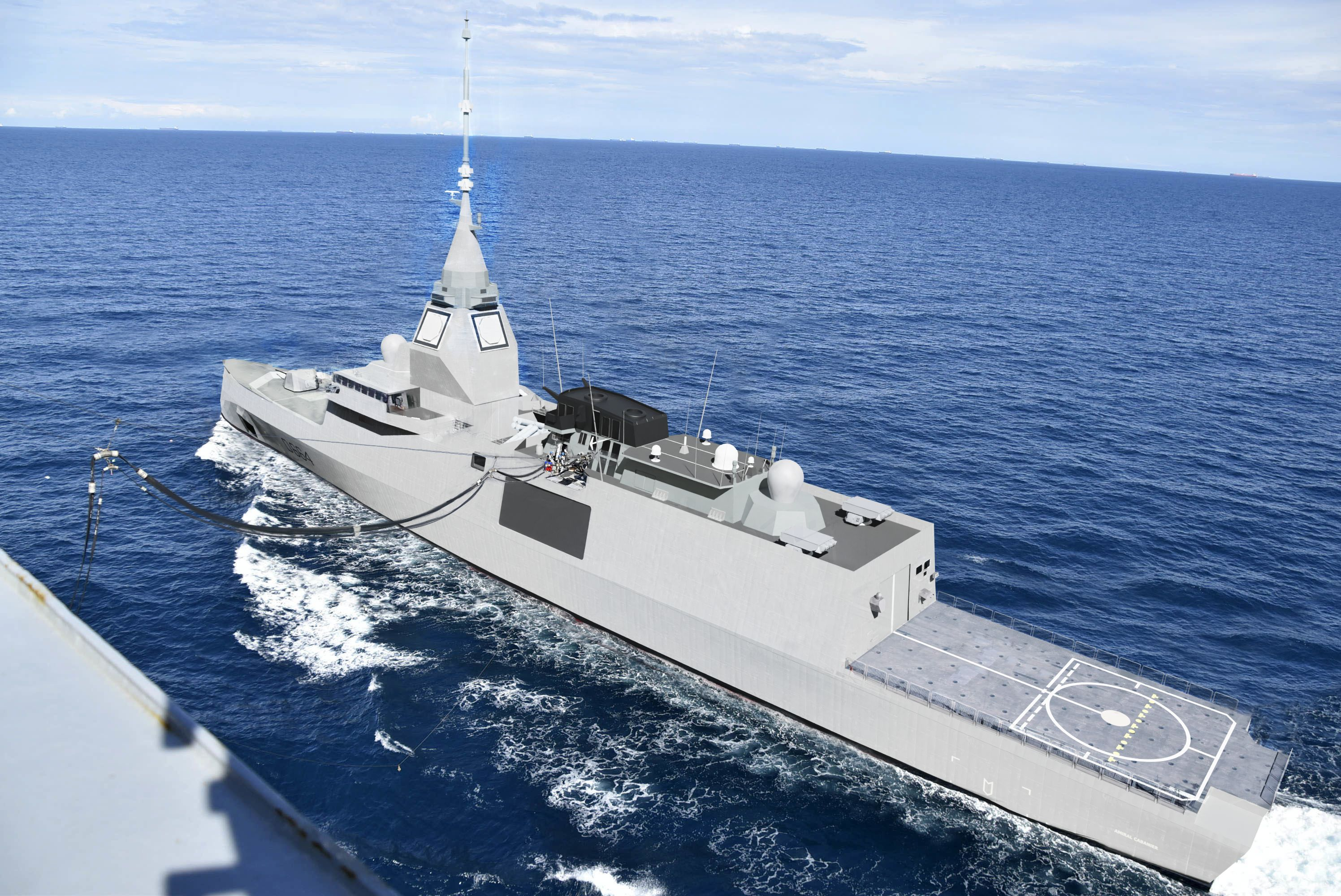
洋上給油
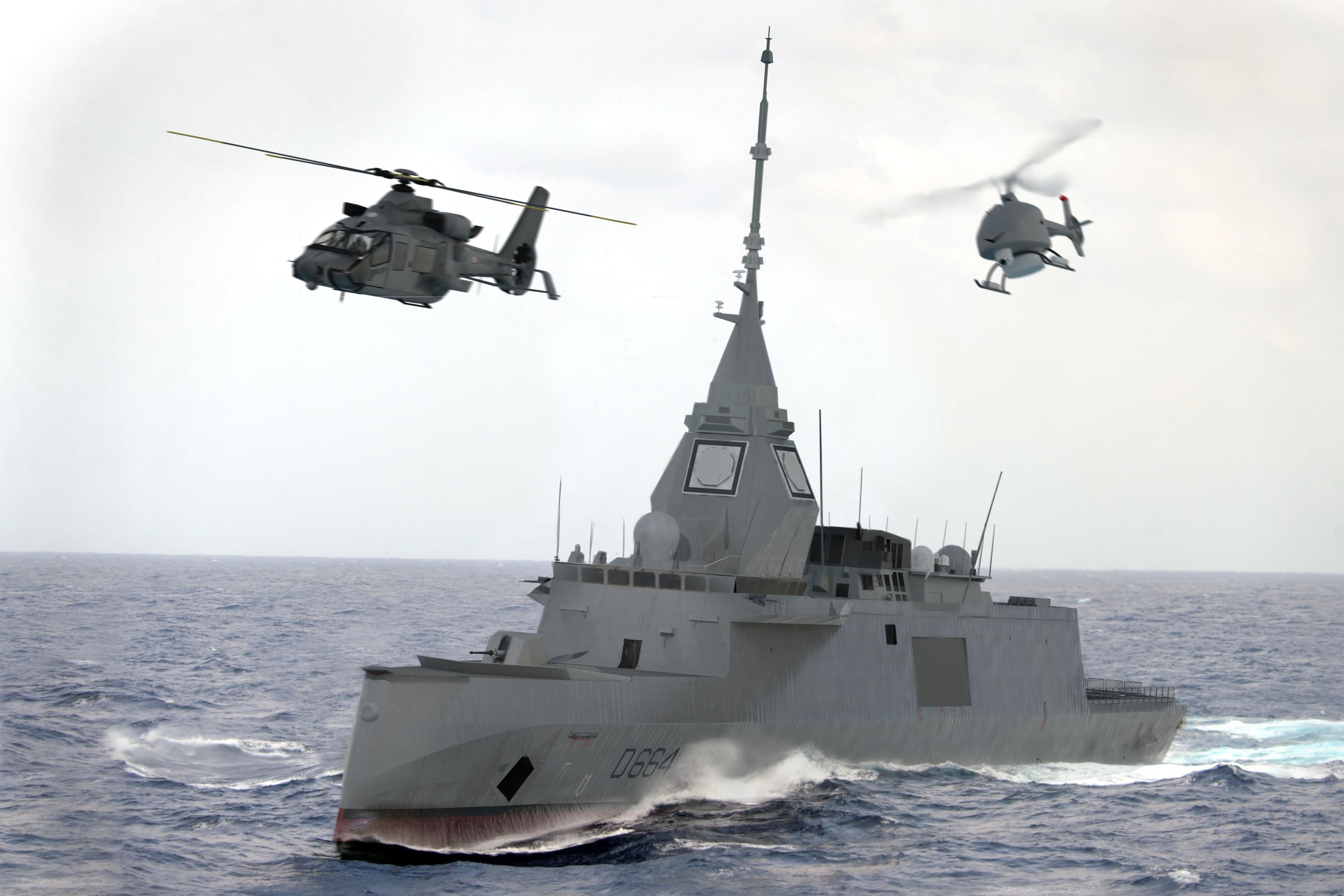
ヘリコプターとUAVの運用
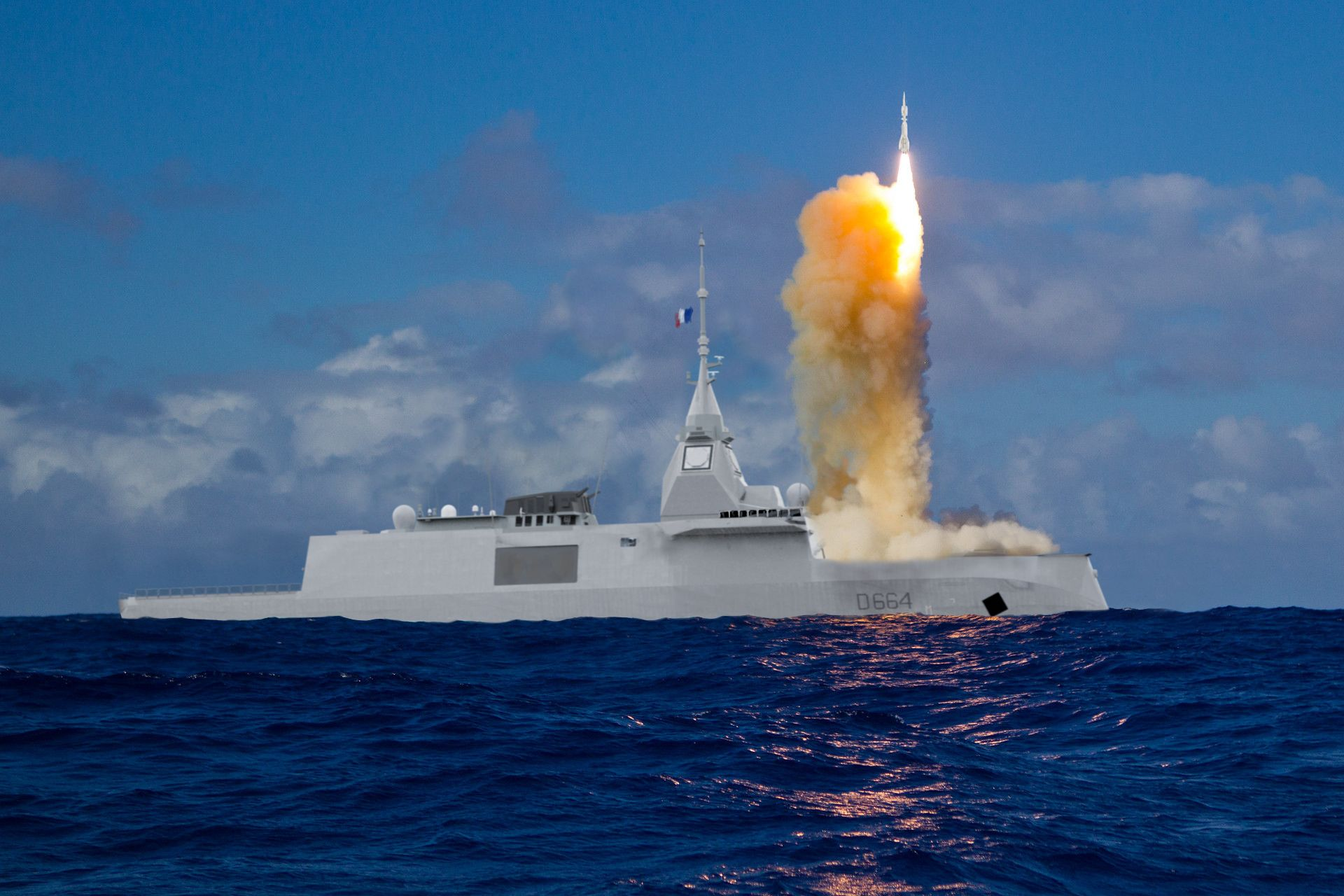
アスター30の発射

## 同型艦一覧
| #    | 艦名                                | 造船所            | 起工            | 進水           | 就役       |
| ---- | ----------------------------------- | ----------------- | --------------- | -------------- | ---------- |
| D660 | アミラル・ロナルク Admiral Ronarc'h | ナバル・ グループ | 2019年 10月24日 | 2022年 11月7日 | 2024年予定 |
| D661 | アミラル・ルゾー Admiral Louzeau    | ナバル・ グループ | 発注済み        | 発注済み       | 2025年予定 |
| D662 | アミラル・カステクス Admiral Castex | ナバル・ グループ | 発注済み        | 発注済み       | 2025年予定 |
| D663 | アミラル・ノミー Admiral Nomy       | ナバル・ グループ | 計画中          | 計画中         | 計画中     |
| D664 | アミラル・カバニエ Admiral Cabanier | ナバル・ グループ | 計画中          | 計画中         | 計画中     |

### 輸出
2021年、ギリシャがネーバル・グループに対してアミラル・ロナルク級の武装強化型となるキモン級フリゲートを3隻発注し、2024年に追加で1隻を発注した。